# Рей Миланд
Рей Миланд (на английски: Ray Milland) е уелски актьор и режисьор чиято екранна кариера се простира в периода 1929-1985 г., като най-запомняща е ролята, която му носи Оскар във филма Изгубеният уикенд (1945 г.), както и тази на Оливър Барет в Любовна история (1970 г.).

## Биография
Преди да стане актьор, Миланд служи в Домашната кавалерия на британската армия, ставайки опитен стрелец, конник и пилот на самолет. Той напуска армията, за да се развиват професионално като актьор и се появява като статист в няколко британски продукции преди да получи първата си главна роля в „Летящият шотландец“. Това води до деветмесечен договор с Метро-Голдуин-Майер а и той се премества в САЩ. След като е освободен от MGM, Миланд е взет в Парамаунт Пикчърс. Той е даден под наем на Юниверсал през 1936 г. за един филм, наречен „Три умни момичета“, последван от главна роля в „Принцесата от джунглата“ заедно с Дороти Ламур. Филмът жъне голям успех и го катапултира към славата. Рей Миланд остава с Парамаунт почти 20 години. След като напуска Парамаунт той започна да се занимава с режисура и завършва кариерата си в телевизията.
Миланд е женен за Мюриъл Франсис Уебер от 1932 до смъртта си през 1986 г. Те имат син, Даниел (роден 1940 г.) и осиновена дъщеря, Виктория. Има съмнения за връзка с Грейс Кели по време на снимите на снимките на филма „Набери „М“ за убийство“.
Синът му Дениъл се появява в няколко малки роли, основно през 1960-те. Умира през март 1981 г., на 41-годишна възраст от видимо самоубийство.
Рей Миланд почива от рак на белия дроб в Торънс, Калифорния на 10 март 1986 г., на възраст 79 години. Той е надживян от жена си и осиновената си дъщеря.

## Избрана филмография
| Година | Филм                   | Оригинално заглавие | Роля             | Режисьор      |
| ------ | ---------------------- | ------------------- | ---------------- | ------------- |
| 1934   | Болеро                 | Bolero              | Лорд Робърт Грей | Уесли Ръгълс  |
| 1945   | Изгубеният уикенд      | The Lost Weekend    | Дон Бирнъм       | Били Уайлдър  |
| 1954   | Набери „М“ за убийство | Dial M for Murder   | Тони Уендис      | Алфред Хичкок |
| 1970   | Любовна история        | Love story          | Оливър Барет III | Артър Хилър   |
| 1976   | Последният магнат      | The Last Tycoon     | Флайшекър        | Елия Казан    |